# Năpârlire

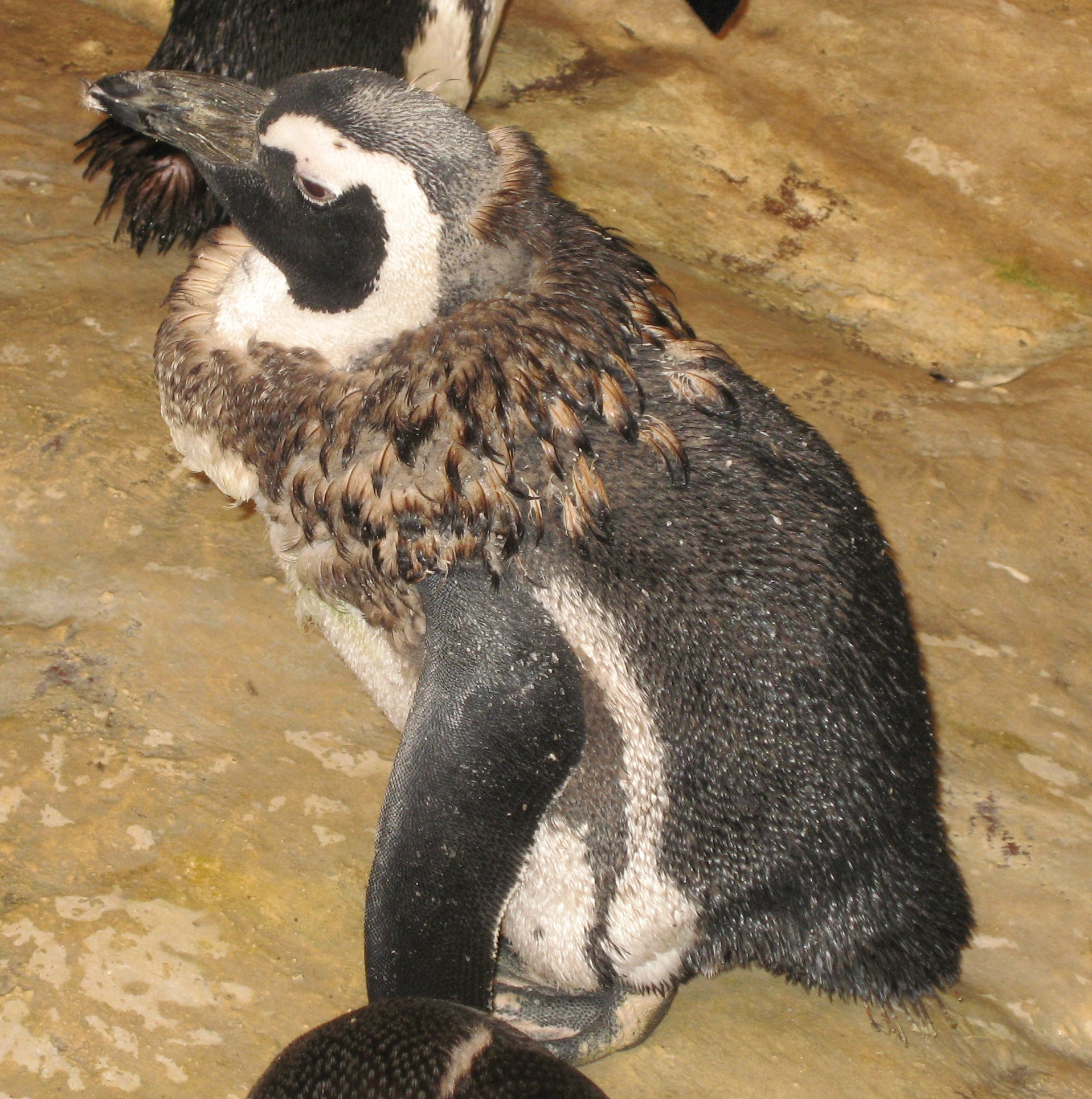
Pinguin în timpul năpârlirii

Năpârlirea este un termen general prin care se definește procesul fiziologic, sub control endocrin, de cădere și înlocuire simultană a învelișului pilos la animale acoperite cu păr sau cu lână foarte groasă, trecând prin cele patru faze: anageneză, catageneză, teleogeneză și metageneză

## Năpârlirea la nevertebrate
La nevertebrate, năpârlirea se întâlnește la artropode (insecte, arahnide, crustacee etc), tardigrade, kinorinhi ș.a. care sunt grupate de unii specialiști în supraîncrengătura Ecdysozoa. La vietățile aparținând acestor încrengături există o cuticulă externă continuă-exoscheletul care năpârlește cu ajutorul prohormonului steroid ecdisona și al celulelor Inka.

## Năpârlirea la reptile
La reptile, schimbarea țesutului extern al epidermei se realizează între două și douăsprezece ori pe an. Șerpii năpârlesc o dată pe an, lăsând în urmă o cămașă care păstrează forma morfologică externă.

## Năpârlirea la păsări
Năpârlirea la păsări se produce la alternarea dintre anotimpurile cald și rece și se efectuează progresiv pentru ca pasărea să poate în continuare să zboare și să nu rămână cheală, excepție făcând unele specii de tucani(Ramphastidae). Procesul de năpârlire, în general, începe de la nivelul capului și se termină la nivelul cozii.

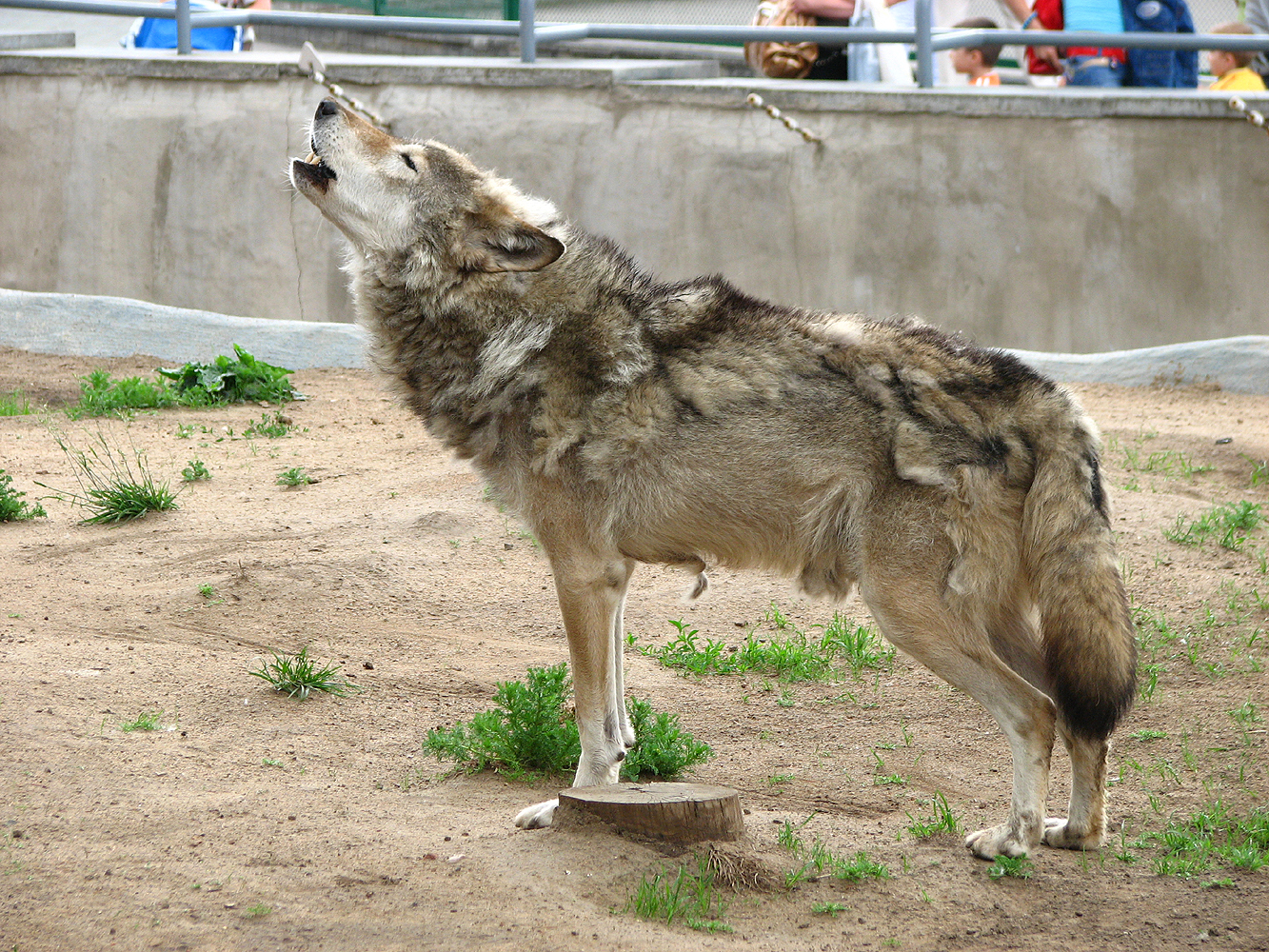
Lup năpârlind

## Năpârlirea la mamifere
La animale, năpârlirea are loc la nivelul blănii, respectiv părului și se efectuează distributiv. Sunt afectate animalele care trăiesc în zonele în care alternează anotimpurile, astfel ele având blană de vară, mai scurtă și mai puțin câlțoasă, și blană de iarnă, deasă și lungă. 